# Campeonato Brasiliense de Futebol de 2018
O Campeonato Brasiliense de Futebol de 2018  foi a 60ª edição da divisão principal do futebol do Distrito Federal brasileiro. A competição, que será organizada pela Federação de Futebol do Distrito Federal, a ser disputada entre 20 de janeiro e 7 de abril por doze equipes do Distrito Federal, de Goiás e Minas Gerais. O campeonato atribuiu duas vagas para a Copa do Brasil de 2019 e a Copa Verde de 2019, além de duas vagas para a Série D do Brasileiro de 2019.

## Regulamento
O campeonato será disputado em quatro etapas: fase classificatória, quartas de final, semifinais e final. Na primeira fase, as doze equipes jogarão entre si em jogos de ida, totalizando onze rodadas. As oito equipes com o maior número de pontos conquistados na primeira fase avançarão para as quartas de final, enquanto os dois últimos colocados serão rebaixados para a segunda divisão de 2019. A partir daí, os times se enfrentarão em sistema de mata-mata até a determinação do campeão brasiliense de 2018.
O campeão e o vice conquistarão vagas em dois campeonatos nacionais: Série D do Brasileiro de 2019, Copa do Brasil de 2019, enquanto, caso haja Copa Verde de Futebol de 2019, a 3ª e 4ª equipe ficarão com as vagas.

### Critérios de desempate
Ocorrendo empate em número de pontos ganhos entre duas ou mais equipes na fase classificatória, serão aplicados, sucessivamente, os seguintes critérios de desempate:
1. Maior número de vitórias.
2. Maior saldo de gols.
3. Maior número de gols pró.
4. Confronto direto.
5. Menor número de cartões amarelos.
6. Menor número de cartões vermelhos.
7. Sorteio.

Nos jogos das quartas de final e semifinal, ocorrendo empate após os 180 minutos de jogo, avança quem tiver melhor qualificado na classificação geral. Nos jogos da final, ocorrendo empate após os 180 minutos de jogo, a partida será definida por meio de cobranças de penalidades máximas.

## Equipes participantes
| Equipe                          | Localidade         | Em 2017 | Estádio (mando em 2018) | Capacidade | Títulos             |
| ------------------------------- | ------------------ | ------- | ----------------------- | ---------- | ------------------- |
| Bolamense Futebol Clube         | Samambaia          | 1º (B)  | Rorizão                 | 6 000      | 0                   |
| Brasiliense Futebol Clube       | Taguatinga         | 1º      | Serejão                 | 26.000     | 9 (último em 2017)  |
| Ceilândia Esporte Clube         | Ceilândia          | 2º      | Abadião                 | 4 000      | 2 (último em 2012)  |
| Bosque Formosa Esporte Clube    | Formosa (GO)       | 9º      | Diogão                  | 6 000      | 0                   |
| Sociedade Esportiva do Gama     | Gama               | 5º      | Bezerrão                | 20 000     | 11 (último em 2015) |
| Associação Atlética Luziânia    | Luziânia (GO)      | 8º      | Serra do Lago           | 21 564     | 2 (último em 2016)  |
| Paracatu Futebol Clube          | Paracatu (MG)      | 3º      | Frei Norberto           | 8 000      | 0                   |
| Paranoá Esporte Clube           | Paranoá            | 10º     | Augustinho Lima         | 15 000     | 0                   |
| Real Futebol Clube              | Núcleo Bandeirante | 7º      | CAVE                    | 3 000      | 0                   |
| Futebol Clube Samambaia         | Samambaia          | 2º (B)  | Rorizão                 | 6 000      | 0                   |
| Sociedade Esportiva Santa Maria | Santa Maria        | 6º      | Bezerrão                | 20 000     | 0                   |
| Sobradinho Esporte Clube        | Sobradinho         | 4º      | Augustinho Lima         | 15 000     | 2 (último em 1986)  |